# Exoprosopa romani
Espèce
Exoprosopa romani est une espèce fossile d'insecte diptère de la famille des Bombyliidae et du genre Exoprosopa.

## Classification
L'espèce Exoprosopa romani est décrite en 1937 par le paléontologue français Nicolas Théobald (1903-1981) dans sa thèse,.

### Citation
En 1966 cette espèce Exoprosopa romani est citée par le catalogue allemand de Stuttgart « Stuttgarter Beiträge zur Naturkunde ».

### Sous-famille et tribu
En 1937 Nicolas Théobald a décrit cette espèce (et ce genre) de la sous-famille des Anthracinae.
En 1999 Neal L. Evenhuis et David John Greathead (d) confirment cette espèce du genre Exoprosopa, ainsi que de la sous-famille des Anthracinae, et ajoute que le genre Exoprosopa est de la tribu des Exoprosopini, et que la sous-famille des Exoprosopinae est synonyme de la tribu des Exoprosopini,.

### Fossiles
Selon Paleobiology Database en 2023, deux collections de fossiles sont référencées, l'holotype A71 de la collection de l'institut géologique de Lyon et venant du gypse d'Aix-en-Provence, du Chattien soit de 28,1 à 23,03 Ma, et un cotype des collections du MNHN de Paris et venant aussi d'Aix-en-Provence,,,.

### Étymologie
L'épithète spécifique romani est « dédié à M. le professeur Roman de Lyon ».

## Description

### Caractères
Diagnose de Nicolas Théobald en 1937, : 

« Insecte noir, ailes enfumées. tête large ; deux gros yeux arrondis faisant saillie à l'arrière ; front triangulaire ; tête largement appliquée contre le thorax. Thorax ovale, à pilosité longue. Pattes assez fines ; cuisses non renflées, couvertes de poils fins, disposés par endroits en forme d'écussons, de plaques rectangulaires. Tibias allongés, cils raides à l'extrémité (?); les autres articles très fins. ailes à nervation très bien conservée, sauf la nervure transversale Rs-M qui est effacée (v. fig. 15). Balanciers jaunâtres. Abdomen trapu, étiré vers l'arrière, couvert de poils assez fins, huit segments, les derniers sont plus courts et plus étroits. ».

### Dimensions
La longueur totale est de 8 mm ; la tête a une longueur de 1,5 mm et une largeur de 2 mm ; le thorax a une longueur de 2,1 mm et une largeur de 2,5 mm ; l'abdomen a une longueur de 4 mm et une largeur de 2,5 mm ; l'aile a une longueur de 7,5 mm et une largeur de 2,7 mm ; .

### Affinités
« La nervation de l'aile fait attribuer cet échantillon à la sous-famille des Anthracinae. Par ses trois cellules submarginales et la première cellule postérieure ouverte, l'Insecte se range dans le g. Exoprosopa : la nervation est la même. L'espèce actuelle la plus voisine serait Exoprosopa puerula Brunetti des Indes. Notre échantillon est pourtant de taille supérieure, E.puerula ne mesurant que 4,5-6 mm. ».

## Biologie
« Les larves sont parasites des Hyménoptères solitaires ou des Lépidoptères. ».

### Publication originale
- [1937] Nicolas Théobald, « Les insectes fossiles des terrains oligocènes de France 473 p., 17 fig., 7 cartes,13 tables, 29 planches hors texte », Bulletin Mensuel de la Société des Sciences de Nancy et Mémoires de la Société des sciences de Nancy, Imprimerie G. Thomas,‎ 1937, p. 1-473 (ISSN 1155-1119 et 2263-6439, OCLC 786027547). .